# Lichtensteinspringmuis
De lichtensteinspringmuis (Eremodipus lichtensteini)  is een zoogdier uit de familie van de jerboa's (Dipodidae). De wetenschappelijke naam van de soort werd voor het eerst geldig gepubliceerd door Vinogradov in 1927.